# Kill You
Pistes de The Marshall Mathers LP
Public Service Announcement Stan
Kill You est une chanson du rappeur américain Eminem. C'est la première chanson et la seconde piste de l'album The Marshall Mathers LP sorti le 23 mai 2000. La chanson est présente sur le best of d'Eminem sorti en 2005, Curtain Call: The Hits. Le rappeur défendit son titre sur scène à l'occasion du Up in Smoke Tour. Sur la version censurée, elle est renommée **** You.

## Paroles
Les paroles de la chanson sont principalement destinées à sa mère, Debbie, avec qui il est en conflit. En effet, depuis la sortie de My Name Is en 1999, ils sont en froid à cause de la violence des paroles de ce single. Il dit notamment I just found out my mom does more dope than I do (Damn!), littéralement « Je viens juste d'apprendre que ma mère consomme plus de drogue que moi (Merde !) ». Eminem tient dans cette chanson des propos misogynes mais affirme à la fin de la chanson Just playing, ladies, you know I love you (« C'est une blague, mesdemoiselles, vous savez que je vous aime »).

## Affaire deplagiat
En 2002, le pianiste de jazz Jacques Loussier a envoyé Eminem devant le tribunal pour plagiat. Il affirmait que son titre Pulsion avait été réutilisé sans autorisation par Eminem et Dr. Dre. Il a donc réclamé 10 millions de dollars et que toutes les copies de l'album soient détruites. Le conflit a été réglé à l'amiable.